# 戈达瓦里河
戈达瓦里河一作哥达瓦里河，为是印度南部的一条河流，发源马哈拉施特拉邦西北部的纳西克附近，源头西距阿拉伯海仅80公里，但是戈达瓦里河流向东南，穿越德干高原，在安得拉邦北部海岸注入孟加拉湾。全长1465公里，为印度第二长河。为重要的农业灌溉水源。在印度教中被认为是一条圣河。